# 中国人民政治协商会议湖北省委员会

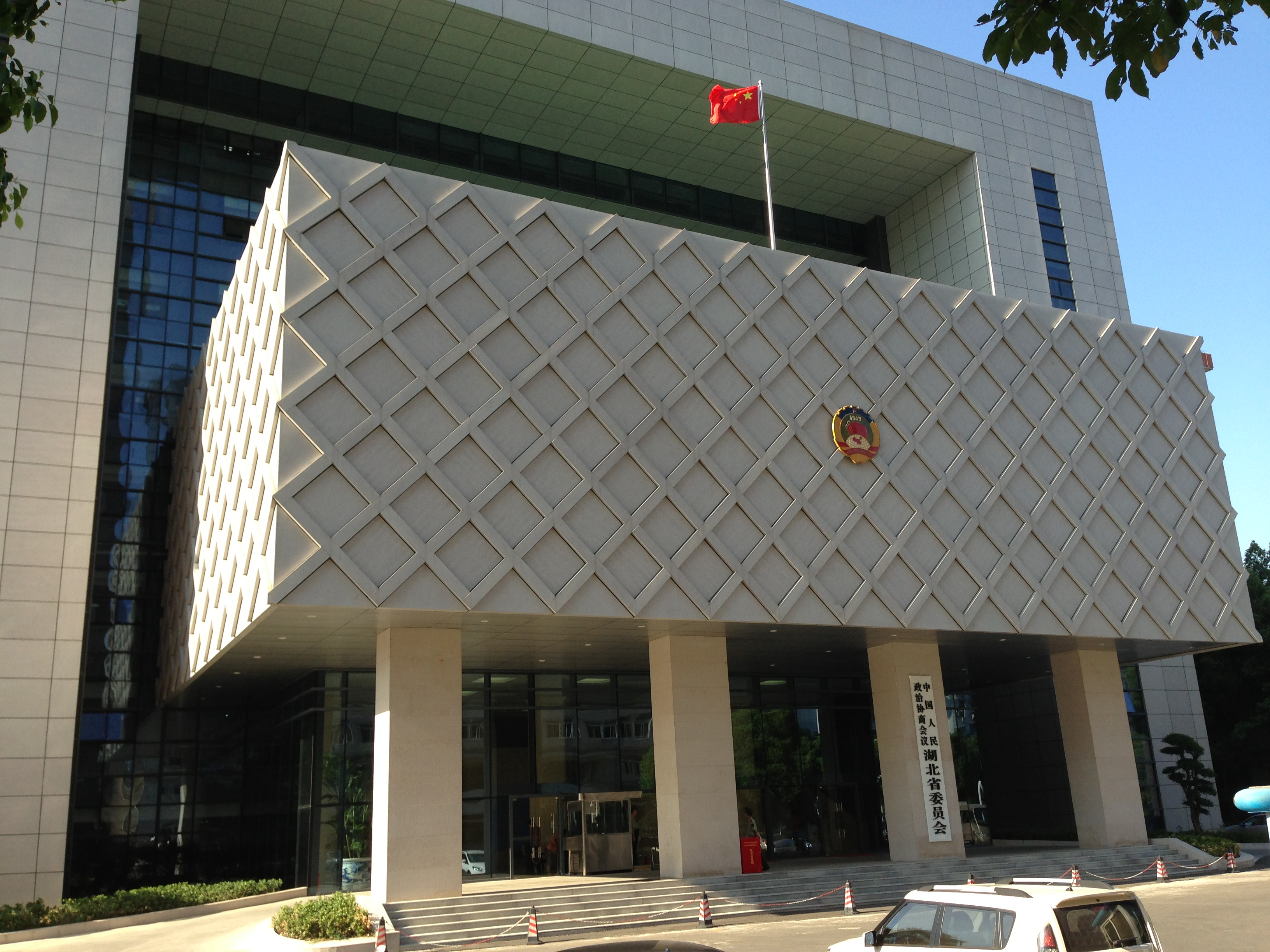
湖北省政协委员会大楼

中国人民政治协商会议湖北省委员会，简称湖北省政协，是中国人民政治协商会议在湖北省的地方组织机构，成立于1955年2月。它的前身是湖北省各界人民代表会议协商委员会（简称湖北省协商委员会）。

## 历任领导

### 第一届
- 时间：1955年2月－1959年6月
- 主席：王任重
- 副主席：胡金魁、周苍柏、崔国翰、何耀榜、李西屏、涂云庵、李步青、耿伯钊、周杰、李国伟、陶述曾、蔡书彬
- 秘书长：谢威

### 第二届
- 时间：1959年9月－1964年9月
- 主席：王任重
- 副主席：胡金魁、蔡书彬、周苍柏、陶述曾、何耀榜、李西屏、唐哲、周杰、姚克方
- 秘书长：谢威

### 第三届
- 时间：1964年9月－1978年1月
- 主席：王任重
- 副主席：胡金魁、徐觉非、周苍柏、何耀榜、唐哲、周杰、姚克方、刘济荪、余益庵、谢甫生、江炳灵、孙耀华、许金彪
- 秘书长：谢威

### 第四届
- 时间：1978年1月－1983年4月
- 主席：赵辛初（1978年1月－1979年2月）、韩宁夫（1979年2月－1980年1月）、许道琦（1980年1月－1983年4月）
- 副主席：韩宁夫、阎钧、胡金魁、唐哲、陶述曾、孙耀华、余益庵、黄宏儒、伍献文、王之卓、华煜卿、章文才、高尚荫、陈一新、许子威、谢甫生、何定华、李明灏、卜盛光、张如屏、周季方、饶钦止、许金彪、冯修吉、谢威、谢毓晋、梁之彦、朱鼎卿、周方先、刘济荪、徐觉非
- 秘书长：张彦明

### 第五届
- 时间：1983年4月－1988年5月
- 主席：黎韦
- 副主席：史子荣、谢威、萧作霖、章文才、周季方、华煜卿、饶钦止、许金彪、谢毓晋、梁之彦、陶扬、孙耀华、曹宏勋、杨锐、周咏曾、穆常生、胡恒山、董玉森、毛更甦、唐振生、韩文卿
- 秘书长：曾重郎

### 第六届
- 时间：1988年5月－1993年5月
- 主席：沈因洛
- 副主席：穆常生、胡恒山、章文才、董玉森、林少南、韩文卿、谢直、吴于廑、翦天聪、周兹柏、石泉、平麟伯、曾重郎、袁照臣、王启刚
- 秘书长：王正强（1990年4月补选、曾重郎辞职）

### 第七届
- 时间：1993年5月－1998年1月
- 主席：回良玉（1995年2月辞职）、钱运录（1995年2月补选）
- 副主席：张怀念、袁照臣、翦天聪、王启刚、周兹柏、蒙美路、石泉、平麟伯、沈克昌、刘建康、崔建瑞、钟书樵、戴见能
- 秘书长：王正强

### 第八届
- 时间：1998年1月－2002年12月
- 主席：钱运录（1998年12月辞免）、杨永良（1999年2月补选）
- 副主席：丁凤英、王重农、韩南鹏、蒙美路、程运铁、杨斌庆、陶醒世、蔡述明、肖谷欣、郑楚光、张荣国
- 秘书长：金启方

### 第九届
- 时间：2003年1月－2008年1月
- 主席：王生铁
- 副主席：丁凤英、王少阶、蔡述明、郑楚光、张荣国、翁行德、胡永继、周宜开、陈春林、武清海、宋德福
- 秘书长：王树华[1]

### 第十届
- 时间：2008年1月－2013年1月
- 主席：宋育英（2011年2月辞免）、杨松（2011年2月补选）
- 副主席：李佑才、郑楚光（2012年1月辞免）、周宜开、陈春林（2011年2月辞免）、段轮一、李宗柏、仇小乐、吴秀凤、郑心穗、陈柏槐（2009年1月补选）、涂勇（2011年2月补选）
- 秘书长：王树华[2]

### 第十一届
- 时间：2013年1月－2018年1月
- 主席：杨松（2016年1月辞免）、张昌尔（2016年1月补选）[3]
- 副主席：范兴元（2016年1月辞免）、郑心穗（2016年1月辞免）、王振有（2014年1月补选）、陈天会、刘善桥、肖旭明、吕忠梅（2015年9月辞免）、张柏青、郭跃进、田玉科
- 秘书长：刘安民（2016年1月辞免）、翟天山（2016年1月补选）[4]

### 第十二届
- 时间：2018年1月－2023年1月
- 主席：徐立全（2021年1月辞免）、黄楚平（2021年1月-2022年1月）、孙伟（2022年1月补选）
- 副主席：李兵、张柏青、郭跃进、马旭明、彭军、张维国、杨玉华、秦顺全、王红玲、周先旺（2021年1月补选）、尔肯江·吐拉洪（2022年1月补选）
- 秘书长：翟天山（2022年1月辞免） → 何光中（2022年1月补选）

## 第十三届
- 时间：2023年1月－
- 主席：孙伟
- 副主席：尔肯江·吐拉洪、张柏青、马旭明、彭军、张维国、杨玉华、秦顺全、王红玲、王兴於
- 秘书长：涂远超